# Museu de les monedes i medalles Josep Puig
El Museu de les monedes i medalles Josep Puig és un museu de la ciutat de Perpinyà, de la comarca del Rosselló, a la Catalunya del Nord.
Està situat en el número 42 de l'avinguda de la Gran Bretanya, a l'extrem nord del barri de l'Estació. És a l'antiga Vil·la de les Tílies, que fou propietat del col·leccionista Josep Puig, creador del museu. Té un bell jardí susceptible de ser llogat per a festes particulars.

## Història
Fou creat per Josep Puig a partir de les seves col·leccions privades. El 1958 s'obrí al públic la secció numismàtica, i la resta de les col·leccions, de contingut català, van haver d'esperar fins al 1978. Josep Puig deixà en testament la casa i les col·leccions a la ciutat de Perpinyà amb dues condicions: que la col·lecció de monedes fos exhibida permanentment, en vitrines que en preservessin el contingut, i que la resta fos mostrat rotativament. A part de les monedes i medalles, hi ha gravats, una extensa biblioteca i altres objectes, tots relacionats amb la cultura catalana.

## El CDACC
El Centre de Documentació i Animació de la Cultura Catalana (CDACC) fou creat a petició de diverses entitats culturals rosselloneses, seguint el model d'un centre occità existent a Besiers, L'any 1978 el CDACC obrí una secció en el Museu Puig a partir de la documentació que aquest col·leccionista havia deixat. Tanmateix, no acaben aquí les actuacions de la institució: s'ha convertit en un centre de documentació que s'ha obert a la totalitat de Països Catalans. Ha creat una biblioteca de préstec, una hemeroteca molt rica, amb publicacions periòdiques de tot el territori de parla catalana, una secció audiovisual, iniciada el 1982, amb una gran col·lecció de material sonor, i moltes altres activitats de promoció de la cultura catalana, que inclou la campanya El país a l'escola, la Festa del retrobament català i nombroses exposicions, a més d'un servei de publicacions molt actiu.